# 魁北克自動車保險公司
魁北克自動車保险公司（SAAQ；Société de l'assurance automobile du Québec）是一家魁北克省府公營公司(Crown Cooperation)，负责在魁北克省为驾驶和车辆发放駕照跟行照，并提供公共汽车保险，以确保与道路碰撞有关的所有驾驶员，乘客，行人，自行车骑士和摩托车骑士不立刻追究过错賠償優先的保險給付模式（no-fault insurance）。但是，承保范围仅限于人身伤害-其他财产保险由私人保险公司承担。 
1. ↑  Insurance Bureau of Canada, "Car Insurance-Quebec" 的存檔，存档日期2007-11-12., accessed March 8, 2008